# Lago Limmernsee
O Lago Limmernsee é um lago artificial localizado no cantão de Glarus, na Suíça, entre a Montanha Muttenchopf (2.482 m), a Montanha Selbsanft (2.950 m) e a Montanha Kistenstöckli (2.746 m). 
Pode ser alcançado por teleférico ou a pé a partir de Linthal.
A barragem Limmern que deu origem a este lago foi concluída em 1963. A superfície deste lago é de 1,36 km².